# Fudbalski Klub Zeta Golubovci
O Fudbalski Klub Zeta Golubovci (em sérvio ou em Montenegrino cirílico: Фудбалски клуб Зета) é um clube de futebol montenegrino com sede em Golubovci, um subúrbio de Podgorica. O clube foi fundado em 1927 e o seu atual presidente chama-se Radojica Božović. A equipe disputa os seus jogos no Stadion Trešnjica, em Golubovci.

## Títulos
- Campeonato Montenegrino: 2006-07

## Participações Europeias
| Temporada | Concorrência           | Fase                      | Adversário           | Casa | Fora | Agregado |
| --------- | ---------------------- | ------------------------- | -------------------- | ---- | ---- | -------- |
| 2005-06   | Taça UEFA              | Segunda pré-eliminatória  | Široki Brijeg        | 0-1  | 1-4  | 2-5      |
| 2007-08   | Liga dos Campeões UEFA | Primeira pré-eliminatória | FBK Kaunas           | 3-1  | 2-3  | 5-4      |
| 2007-08   | Liga dos Campeões UEFA | Segunda pré-eliminatória  | Rangers              | 0-1  | 0-2  | 0-3      |
| 2008-09   | Taça UEFA              | Primeira pré-eliminatória | Interblock Ljubljana | 1-1  | 0-1  | 1-2      |
| 2010-11   | UEFA Europa League     | Primeira pré-eliminatória | Dacia Chişinău       | 1-1  | 0-0  | 1-1 (gf) |
| 2011-12   | UEFA Europa League     | Primeira pré-eliminatória | Spartak Trnava       | 2-1  | 0-3  | 2-4      |
| 2012-13   | UEFA Europa League     | Primeira pré-eliminatória | Pyunik Yerevan       | 1-2  | 3-0  | 4-2      |
| 2012-13   | UEFA Europa League     | Segunda pré-eliminatória  | JJK Jyväskylä        | 1-0  | 2-3  | 3-3 (gf) |
| 2012-13   | UEFA Europa League     | Terceira pré-eliminatória | FK Sarajevo          | 1-0  | 1-2  | 2-2 (gf) |
| 2012-13   | UEFA Europa League     | Play-off                  | PSV Eindhoven        | 0-5  | 0-9  | 0-14     |

(gf) - vitória por gols fora de casa.